# Joseph Berchtold
Joseph Berchtold (ur. 6 marca 1897 w Ingolstadt, zm. 23 sierpnia 1962) – dowódca SS (Reichsführer-SS) w latach 1926–1927.

## Życiorys
Po zakończeniu edukacji w 1915 w gimnazjum w Monachium uczestnik I wojny światowej. Pełnił służbę na froncie zachodnim. Po wojnie studiował dziennikarstwo na Uniwersytecie w Monachium. Od 1920 członek Niemieckiej Partii Robotniczej (Deutsche Arbeiterpartei, DAP), założonej przez ślusarza Antona Drexlera i dziennikarza Karla Harrera, a następnie przemianowanej na Narodowosocjalistyczną Niemiecką Partię Robotników (niem. Nationalsozialistische Deutsche Arbeiterpartei, NSDAP), w której miał numer partyjny 750. Pełnił kolejno funkcję II kasjera i I kasjera NSDAP, aż do wystąpienia z partii 29 lipca 1921.
W 1922 był założycielem i dowódcą liczącego 100 osób oddziału SA w Monachium. W marcu 1923 objął dowództwo tzw. Warty Sztabowej (Stabswache) – oddziału stanowiącego obstawę Adolfa Hitlera, a następnie dowodził Stosstrupp Adolf Hitler – formacją, w którą została przekształcona Stabswache.
Jako dowódca Oddziału Uderzeniowego Adolfa Hitlera (Stosstrupp Adolf Hitler), Berchtold uczestniczył w puczu monachijskim, w dn. 9 listopada 1923, w którym został ranny. Musiał się potem ukrywać i wyemigrował do Tyrolu. W latach 1924–1926 był dowódcą SA w okręgu Karyntia (Kärnten), a od 1925 – potwierdził swoje członkostwo w NSDAP (tym razem otrzymał numer partyjny 964).
W kwietniu 1926 wrócił z emigracji do Niemiec i został dowódcą SA w Monachium. Z dniem 1 listopada 1926 został drugim po Juliusie Schrecku dowódcą SS, i pierwszym, który nosił wprowadzony wówczas tytuł Reichsfuhrera SS. W trakcie pełnienia tej funkcji Berchtold nie potrafił skutecznie opierać się dążeniom kierownictwa SA do ograniczania i hamowania rozwoju liczebnego SS.
Z kierowania SS Berchtold zrezygnował 1 marca 1927, na rzecz swojego zastępcy – Erharda Heidena, w proteście przeciwko działaniom dowództwa SA zmierzającym do ograniczenia samodzielności SS. Nie przeszkodziło mu to jednak w zrobieniu dalszej kariery w szeregach SA, uwieńczonej rangą SA-Obergruppenfuhrera.
W latach 1927–1943 Berchtold udzielał się m.in. w prasie nazistowskiej, kierując działami literackimi w „Völkischer Beobachter” i w „Der SA-Mann”. W latach 1933–1935 Berchtold był radnym w Monachium, zaś od 29 marca 1936 do 8 maja 1945 – posłem do Reichstagu.
Awanse:
- 1931 – SA-Standartenführer
- 1 stycznia 1933 – SA-Oberführer
- 1 stycznia 1935 – SA-Brigadeführer
- 1937 – SA-Gruppenführer
- 30 stycznia 1942 – SA-Obergruppenführer